# صوص (عين العرب)
صوص قرية سوريّة تتبع إداريّاً لمحافظة حلب منطقة عين العرب ناحية مركز عين العرب، بلغ تعداد سكانها 439 نسمة حسب التعداد السكاني لعام 2004.